# Travertine Nature Center
Le Travertine Nature Center est un centre de sensibilisation à la nature dans le comté de Murray, en Oklahoma, dans le centre des États-Unis. Situé dans la Chickasaw National Recreation Area, il est géré par le National Park Service.
Imaginé pendant la Mission 66 mais réalisé plus tard, l'édifice qui l'accueille a ouvert en septembre 1969. De style moderne, il franchit la Travertine Creek à la manière d'un pont bâti. Il est inscrit au Registre national des lieux historiques depuis le 25 janvier 2011.